# Trieces sapineus
Trieces sapineus är en stekelart som beskrevs av Henry Keith Townes, Jr. 1959. Trieces sapineus ingår i släktet Trieces och familjen brokparasitsteklar. Utöver nominatformen finns också underarten T. s. litus.